# Mozabits
Els mozabits, anomenats At Mzab (amazic: ⴰⵜ ⵎⵣⴰⴱ) o At Aghlan (amazic: ⴰⵜ ⴰⵖⵍⴰⵏ), en àrab algerià: Beni Mzab, ‘fills de Mzab’, són un grup ètnic amazic que viuen principalment a la regió del Mzab a Algèria i a les grans ciutats d'Algèria. La major part segueix l'islam ibadita i parlen el mozabit que és una llengua amaziga com el cabilenc, el chaoui o el tamaixek.
Els mozabits viuen en cinc oasis; Ghardaïa, Beni Isguen, El Atteuf, Melika i Bounoura, i en dos altres oasis aïllats més al nord: Berriane i Guerrara.

## Història
En 972 les poblacions dels Azzaba, que formaven part dels rustúmides, es refugiaren al sud, ja que els zírides (xiïtes) els atacaren. Els zírides ocuparen Tiaret i una part del Chlef. L'imam Yaqub (membre dels rustúmides) es refugiaren a la vall de l'Ouad Mia a Ouargla. però les tribus zenetes i sanhadja els van fer la guerra uns anys més tard. L'imam Yaqub va fundar nombrosos ksars entre Krima, Sedrata i la muntanya Ibad. L'imam Yaqub deixà la regió de Ouargla amb els seus adeptes i es va dirigir a la regió del Mzab, que era habitada per les tribus dels nefzaoua vinguts de Líbia, que són la majoria i practiquen l'ibadisme.
Segons Yaḥyá ibn Abī Bakr Abū Zakarīyāʾ al-Warjalānī, Yaḥyā ibn Šaraf Abū Zakarīyā Muḥyī al-Dīn al- Nawawī, Abou Zakariya, Abou Abd Allah ben Ibad va convertir un grup de amazics zenetes, els ouacilites. Aquests darrers fundaren els ksour d'El Ettaf, Ghardaia i Bou Noura.
Segons Abel André Coÿne, les poblacions de Khelfa ibn Abror fundaren El Ettaf en 1012. Llavors, Bou Nora fou construïda en 1057. Gardiaia fou edificada en 1097 per Sliman ben Yahia, Si Boujmaa i Aissa ben Alouan. Entre aquestes dues darreres dates, els hilalians penetraren l'Algèria central.
Segons Yaḥyá ibn Abī Bakr Abū Zakarīyāʾ al-Warjalānī, Yaḥyā ibn Šaraf Abū Zakarīyā Muḥyī al-Dīn al- Nawawī, Abou Zakariya, els almoràvids atacaren als ibadites especialment sota el regnat de l'almoràvid Yahia ibn ishaq ibn Mohamed ibn Ghania en 1204.
En el segle xiii, els amazics ibadites s'aplegaren a la regió del Mzab. Tots els refugiats venien de Tiaret, del Djbel Amour, etc. D'altres van venir de Gerba a Tunísia per raons desconegudes actualment a la regió del Mzab.
Després del segle xviii el rol de la regió com a centre comercial caravaner de l'Àfrica sahariana afirmat al voltant dels dàtils, la sal, l'ivori i les armes. La presència de mozabites instal·lats a les viles del nord del Magrib com Tunis i Alger confirma llurs capacitats comercials.
Després de la conquesta de Laghouat pels francesos, els mozabits van concloure amb el govern d'Alger una convenció que els obligava a pagar una contribució anual de 1800 francs per mantenir llur autonomia. En 1853, la Federació de les Set Ciutats del Mzab va signar un tractat amb França que garantia l'autonomia de la regió. Però les constants incursions dels nòmades van obligar França a annexar el territori en 1882. Els francesos hi van desenvolupar un sistema d'irrigació als oasis.
La regió del M'Zab fou molt representada en les pintures de Maurice Bouviolle, Marius de Buzon i altres pintors orientalistes francesos.
Durant la guerra d'Algèria els mozabites s'adheriren al moviment del MNA de Messali Hadj. Després el FLN va controlar la regió amb el coronel Mohamed Chabani.
Els fets de Ghardaïa provocaren nombrosos morts i ferits entre 2008 i 2015.

## Societat
L'Azzaba és el consell d'ancians que decideix totes les decisions dels ciutadans d'acord amb les regles.
La celebració dels matrimonis realitzats en un únic ritu al món. El costum dicta que els matrimonis es realitzen en grup. Un dia de l'any es proclama per a aquesta celebració. Reuneix tots els homes al Ksar Berriane i un membre de l'Azzaba predica a totes les comunitats. Després de l'última oració d l'Aixa es realitzen moltes activitats tradicionals i culturals, música, teatre, poesia, cants, etc. L'endemà, cada nuvi se'n va a la seva nova llar. Durant aquesta cerimònia, els homes es vesteixen de la mateixa manera.

## Llengua

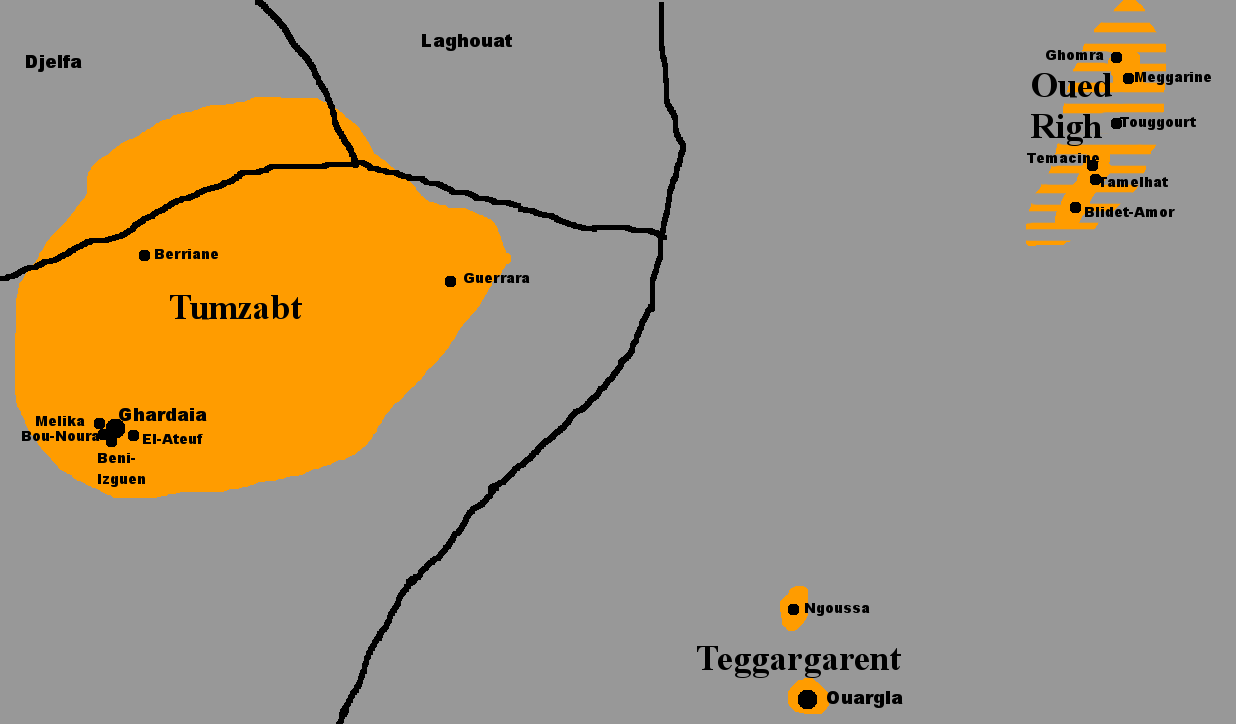
Zones de parla amaziga de M'zab, Ouargla, i Oued Righ

Els mozabites parlen mozabit (Tumẓabt), un branca de les llengües zenates de les llengües amazigues.

## Genètica
Els mozabits es caracteritzen per un alt nivell dels haplogrups nord-africans E1b1b1b (M81) (86%) i U6 (28%).

### Cromosoma Y
| Y-Dna                     | Nb | A/B | E(xE1b1b) | E1b1b1 (M35) | E1b1b1a (M78) | E1b1b1b (M81) | E1b1b1c (M123) | F | K | G    | I | J1   | J2 | R1a | R1b | Altres | Estudi                 |
| Haplogrup del cromosoma Y | 67 | 0   | 4.5%      | 0            | 1.5%          | 86.6%         | 1.5%           | 0 | 0 | 1.5% | 0 | 1.5% | 0  | 0   | 3%  | 0      | Dugoujon et al. (2009) |

### mtDNA
| mtDna                  | Nb | Llinatges euroasiàtics | Llinatges sub-Saharians (L) | Llinatges nord-africans (U6, M1) | Estudi                |
| Haplogrup mitocondrial | 85 | 54.1%                  | 12.9%                       | 33.0%                            | Coudray et al. (2009) |

## Galeria d'imatges

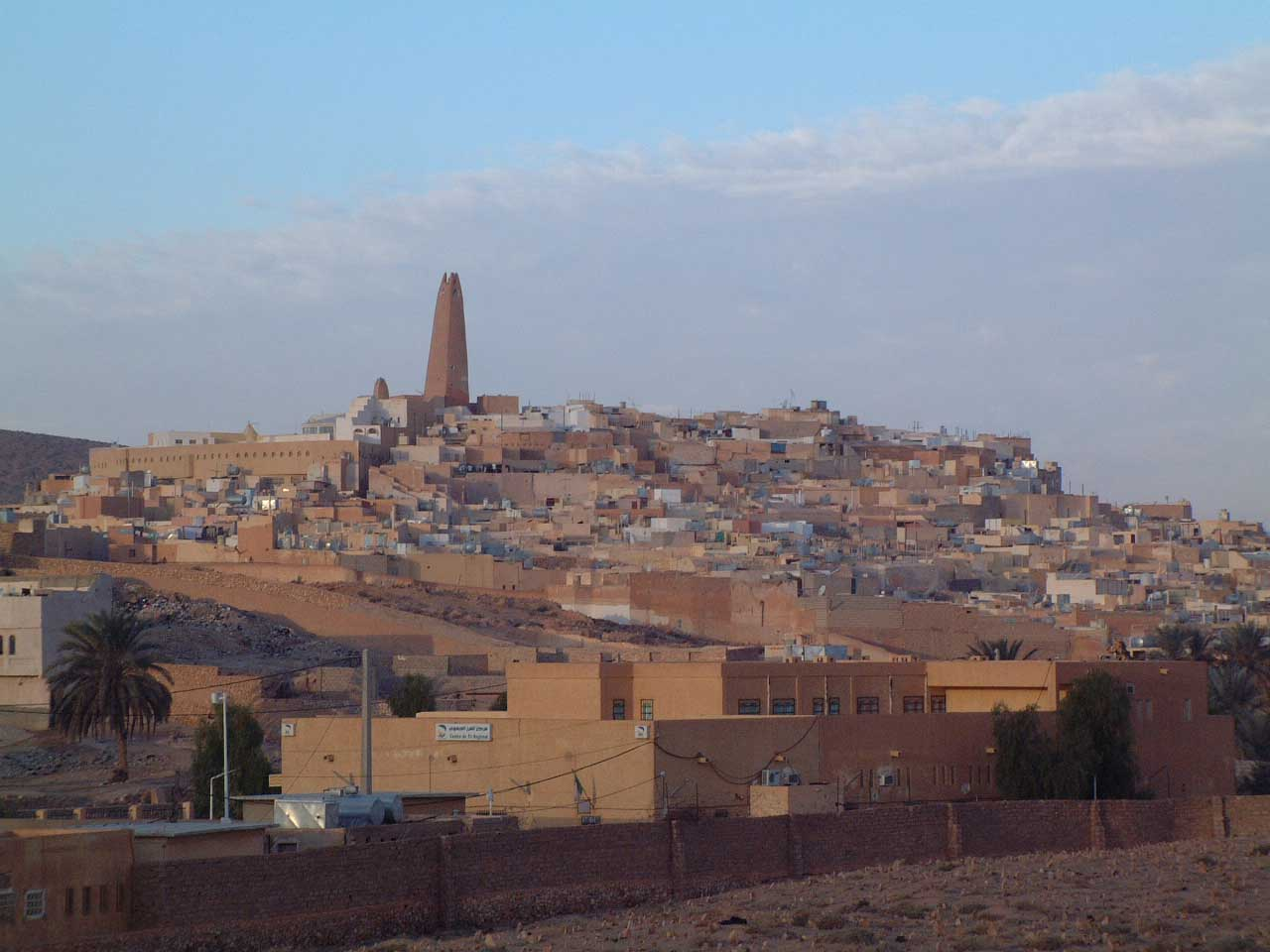
Ghardaïa, el nucli antic
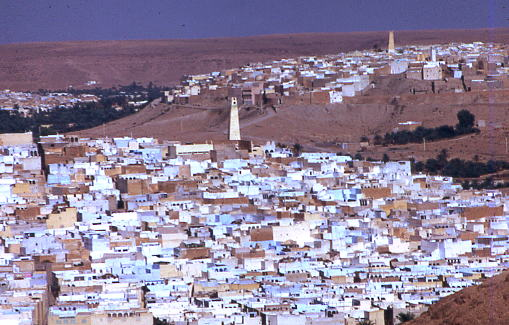
Ghardaïa
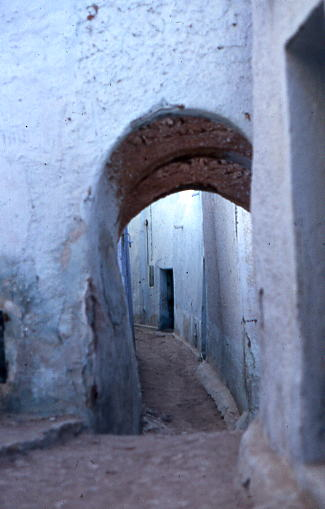
Ghardaïa, carrer
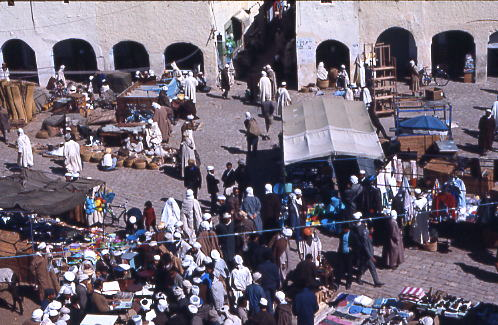
Ghardaïa, el mercat
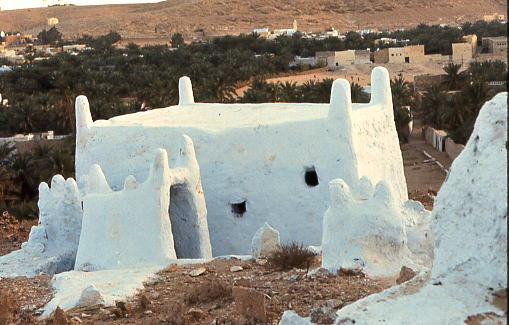
Ghardaïa, mesquita de Chikh Baba-oueldjmma
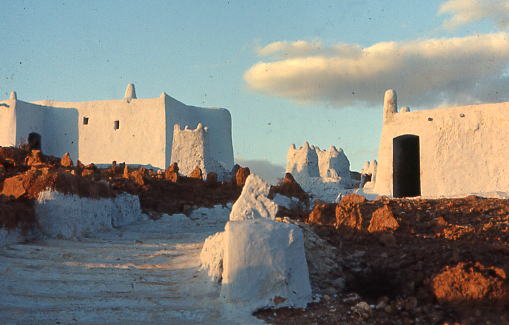
Ghardaïa, mesquita de Chikh Baba-Oueldjemma
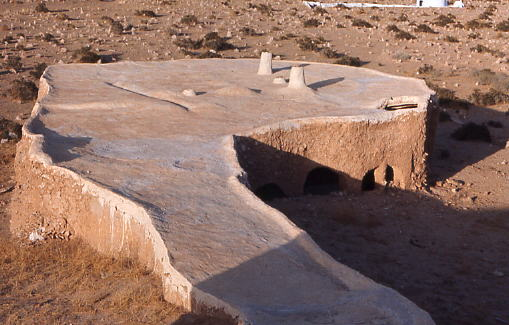
Mesquita Chikh Ammi Saïd
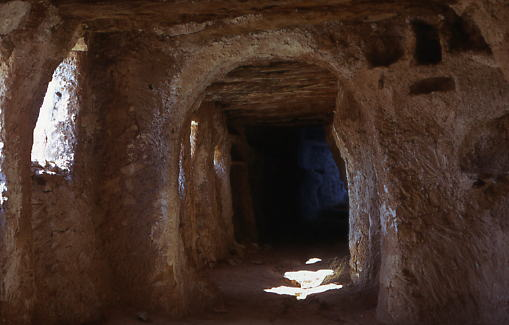
Mesquita Chikh Ammi Saïd, interior
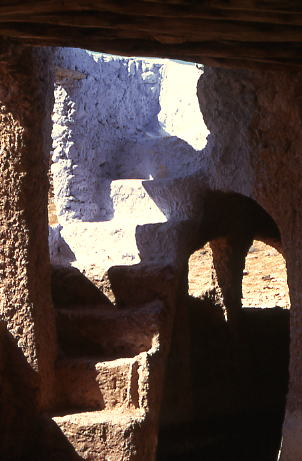
Mesquita Chikh Ammi Saïd, escala
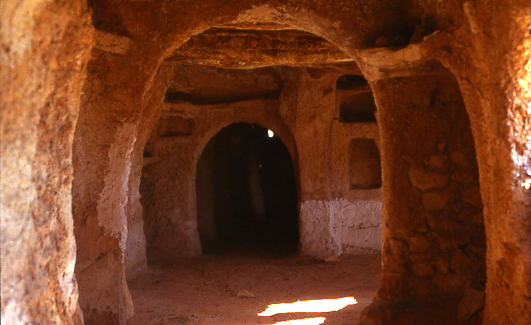
Mesquita Chikh Ammi Saïd, interior